# Bristol Motor Car Company
Bristol Motor Car Company war ein US-amerikanischer Hersteller von Automobilen.

## Unternehmensgeschichte
Frederick Newton Manross gründete 1902 das Unternehmen in Bristol in Connecticut. Frederick A. Law war sein Konstrukteur. Sie stellten 1902 ein Fahrzeug her, dessen Rechte sie an die Electric Vehicle Company verkauften. Darauf folgte ein neuer Entwurf. Im März 1903 begann die Serienproduktion von Automobilen. Der Markenname lautete Bristol. Am 21. Mai 1903 wurde bekannt, dass es zum Zusammenschluss mit der American Hardware Corporation kam. 1904 endete die Produktion und Vermarktung von Bristol-Automobilen.
Manross und Law gründeten 1904 die Law Auto Manufacturing Company.

## Fahrzeuge
Das einzige Serienmodell hatte einen luftgekühlten Einzylindermotor mit 8 PS Leistung. Er trieb über ein Planetengetriebe die Hinterachse an. Die Räder waren 30 Zoll hoch.